# Río Aspuzana
Der Río Aspuzana ist ein etwa 54 km langer rechter Nebenfluss des Río Huallaga, der entlang der Grenze der Regionen San Martín und Huánuco in Zentral-Peru verläuft.

## Flusslauf
Der Río Aspuzana entspringt in einem Höhenkamm östlich des Río Huallaga auf einer Höhe von etwa 1450 m. Er fließt in überwiegend südlicher Richtung. Bei Flusskilometer 36 weitet sich das Flusstal allmählich zu einer kleinen Beckenlandschaft, die er mit zahlreichen engen Flussschlingen durchquert. Bei Flusskilometer 26 umfließt er einen Hügel östlich. Anschließend fließt er in südsüdwestlicher Richtung. Bei der Siedlung Milano, 2,5 km oberhalb der Mündung, kreuzt die Nationalstraße 5N (Tocache–Tingo María) den Fluss. Dieser mündet schließlich auf einer Höhe von etwa 539 m in den Río Huallaga. An der Mündung liegt am rechten Flussufer die Ortschaft Ramal de Aspuzana. Wenige Meter weiter südlich mündet der Río Pucayacu in den Río Huallaga. Der Río Aspuzana bildet auf seinem gesamten Flusslauf die Grenze zwischen den Distrikten Uchiza (Provinz Tocache) im Westen und Pucayacu (Provinz Leoncio Prado) im Osten.

## Einzugsgebiet
Der Río Aspuzana entwässert ein Areal von etwa 310 km². Das Einzugsgebiet des Río Aspuzana grenzt im Westen an das des abstrom gelegenen Río Huallaga, im Nordwesten an das des Río Uchiza sowie im Osten und im Südosten an das des Río Pucayacu.